# Ринорея (растение)
Ринорея (лат. Rinorea) — род деревянистых растений семейства Фиалковые (Violaceae), распространённый в тропических областях Америки, Африки и Азии.

## Ботаническое описание
Кустарники или небольшие деревья. Листья очерёдные, реже супротивные, цельнокрайные или пильчатые; прилистники опадающие.
Соцветия пазушные или конечные, кистевидные, метельчатые или щитковидные, редко цветки одиночные. Цветки обоеполые, актиноморфные, мелкие. Чашелистики почти одинаковые, кожистые. Лепестки равные или почти одинаковые, без шпорцев. Подпестичный диск круглый, слегка 5-лопастный. Завязь яйцевидная; столбики прямостоячие; рыльца не разделённые. Коробочка трёхстворчатая, реже двухстворчатая. Семена немногочисленные, эллиптические, голые или опушённые.

## Таксономия
Rinorea Aubl., Hist. Pl. Guiane 1: 235, t. 93 (1775), nom. cons.

### Синонимы
- Alsodeia Thouars
- Ceranthera P.Beauv.
- Conohoria Aubl., nom. rej.
- Cuspa Humb.
- Dioryktandra Hassk.
- Dripax Noronha ex Thouars
- Exotanthera Turcz.
- Juergensia Spreng.
- Medusa Lour.
- Passoura Aubl.
- Pentaloba Lour.
- Physiphora Sol. ex Ging.
- Prosthesia Blume
- Riana Aubl.
- Vareca Roxb.

### Виды
Род включает около 340 видов, некоторые из них:
- Rinorea bengalensis (Wall.) Kuntze — Ринорея бенгальская
- Rinorea erianthera C.Y.Wu & Chu Ho
- Rinorea guianensis Aubl. typus
- Rinorea longiracemosa (Kurz) Craib
- Rinorea niccolifera Fernando
- Rinorea oblongifolia (C.H.Wright) C.Marquand ex Chipp — Ринорея длиннолистная